# Papaipema apicata
Papaipema apicata är en fjärilsart som beskrevs av Dyar 1912. Papaipema apicata ingår i släktet Papaipema och familjen nattflyn. Inga underarter finns listade i Catalogue of Life.